# 库尔特·波利卡普·约阿希姆·施普伦格尔
库尔特·波利卡普·约阿希姆·施普伦格尔（Kurt Polycarp Joachim Sprengel，1766年3月15日—1833年8月3日）为德国植物学家及医生。